# Metalobosia chalcoela
Metalobosia chalcoela är en fjärilsart som beskrevs av Paul Dognin 1912. Metalobosia chalcoela ingår i släktet Metalobosia och familjen björnspinnare. Inga underarter finns listade i Catalogue of Life.